# Pseudaspidoproctus acaciae
Pseudaspidoproctus acaciae är en insektsart som först beskrevs av Joubert 1925.  Pseudaspidoproctus acaciae ingår i släktet Pseudaspidoproctus och familjen pärlsköldlöss. Inga underarter finns listade i Catalogue of Life.